# Várad
Várad is een plaats (község) en gemeente in het Hongaarse comitaat Baranya. Várad telt 143 inwoners (2001).